# 3 квітня
3 квітня — 93-й день року (94-й у високосні роки) у григоріанському календарі. До кінця року залишається 272 дні.

## Свята і пам'ятні дні

### Міжнародні
- Всесвітній день вечірки.
- День народження мобільного телефону.
- День народження кавомолки.
- День народження штрих-коду.
- День дитячої йоги.
- День виполювання ненависті (англ. Weed Out Hate) — це день, який говорить про важливість бути добрим і дбайливим до інших. Це свято націлене на зміни у сучасному світі, де егоїзм панує безмежно.[1]

### Національні
- Бахрейн,  Ліван,  Ірак: Ашура
- Гвінея: день проголошення Другої республіки (1984)
- Киргизстан: День бухгалтерів та аудиторів.
- Естонія: День дýрня.

### Релігійні
Православ'я:
- Преподобного отця нашого й ісповідника Микити, ігумена обителі Мидикійської.
- Мучениці Феодосії, діви.
- Преподобного Ілірика.
- Мучеників Елпідофора, Дія, Віфонія і Галика.

### Іменини
✝  Католицькі: Антон, Річард, Бенедикт, Гендальф, Ізбигнєв, Панкратій, Сікст, Вініцій
✙ Православні: Микита, Феодосія.

## Події
- 1043 — Едуарда Сповідника короновано на англійський престол
- 1502 — розпочалась четверта експедиція Христофора Колумба до берегів Америки
- 1559 — підписано Като-Камбрезький мир, який завершив Італійські війни 1494—1559 років
- 1789 — корабель «Баунті» на чолі з капітаном Вільямом Блаєм вийшов з Таїті і взяв курс на схід, в Америку
- 1863 — в США вручено перші військово-морські медалі
- 1879 — в болгарському місті Тирново були скликані Великі народні збори, на яких столицею держави було обрано місто Софія, яке на той час налічувало всього 3 000 будинків і 12 000 мешканців
- 1885 — Готтліб Даймлер отримав німецький патент на високошвидкісний бензиновий чотиритактний двигун «Standuhr»* 1896 — в Мілані була заснована (італ. La Gazzetta dello Sport) — найавторитетніше спортивне видання Європи
- 1907 — створено Університет Саскачевану (Канада)
- 1910 — вперше здійснено сходження на найвищу вершину Північної Америки Мак-Кінлі (6193 м) на Алясці
- 1913 — лідерка англійських суфражисток Еммелін Панкгерст обвинувачена у підбурюванні до підпалів і засуджена до трьох років ув'язнення
- 1918 — Перша світова війна: французького маршала Фердинанда Фоша призначено головнокомандувачем військ Антанти на західному фронті
- 1933 — у Херсоні український хірург Юрій Вороний вперше у світі виконав клінічну пересадку нирки (26-річній жінці пересадили орган 60-річного померлого чоловіка)
- 1933 — літак уперше перелетів через Еверест
- 1940 — почалися розстріли польських офіцерів із радянських таборів у Старобільську, Осташкові, Козельську («Катинська трагедія»)
- 1948 — президент США Гаррі Трумен затвердив Акт про надання країнам грошової допомоги — знаний як «план Маршалла»
- 1953 — звільнені та поновлені на роботі усі обвинувачені в останній сталінській репресивній «справі лікарів»
- 1966 — радянська автоматична міжпланетна станція «Луна-10» виведена на орбіту Місяця і стала його першим штучним супутником
- 1973 — заснована літературна премія імені Павла Тичини
- 1973 — перший дзвінок по стільниковому телефону: Мартін Купер з Motorola набрав конкурентів із Bell Labs
- 1975 — Анатолій Карпов став чемпіоном світу з шахів, оскільки Боббі Фішер відмовився з ним грати
- 1981 — вийшов друком перший номер польського незалежного профспілкового видання «Тижневик Солідарність»
- 1987 — у приміщенні штаб-квартири Всесвітньої організації охорони здоров'я заборонили палити.
- 1990 — над Львівською ратушею вперше в обласному центрі України офіційно піднято синьо-жовтий прапор, перед тим освячений у греко-католицькому кафедральному соборі Святого Юра
- 1999 — збройні сили НАТО завдали першого повітряного удару по столиці Югославії Белграду
- 2007 — французький швидкісний поїзд «TGV» встановив новий світовий рекорд швидкості для пасажирського поїзда: 574,8 км/год.
- 2017 — стався теракт-вибух у Петербурзькому метро, внаслідок якого загинуло 14 осіб, поранено 45 і постраждало понад 50.

## Народились
Див. також Категорія:Народились 3 квітня
- 1395 — Георгій Трапезундський, грецький філософ і вчений, один з піонерів італійського Відродження.
- 1508 — Жан Дора, французький гуманіст, поет, учасник поетичного об'єднання «Плеяда».
- 1520 — Вінченцо Галілей, італійський композитор, лютнист, музичний теоретик. Батько вченого Ґалілео Ґалілея.
- 1783 — Вашингтон Ірвінг, американський письменник.
- 1862 — Леонід Пастернак, художник і графік українського походження.
- 1863 — Анрі ван де Вельде, бельгійський архітектор і художник, один із засновників бельгійської гілки стилю ар-нуво.
- 1873 — Ян Янський, чеський серолог, невролог і психіатр. Першим в світі запропонував класифікацію крові по чотирьом групам.
- 1888 — Василь Іванис, український канадський економіст, інженер-технолог, історик, політичний та громадський діяч Кубані.
- 1895 — Маріо Кастельнуово-Тедеско, італійський композитор.
- 1898 — Катерина Езау, американський ботанік, авторка дослідження «Анатомія рослин».
- 1898 — Мішель де Гельдерод, бельгійський письменник і драматург.
- 1918 — Олесь Гончар, український письменник («Прапороносці», «Тронка», «Собор», «Берег любові», «Циклон»), академік, громадський діяч.
- 1924 — Марлон Брандо, американський актор, лауреат двох премій «Оскар» («Хрещений батько», «Апокаліпсис сьогодні», «Останнє танго в Парижі», «Дон Жуан де Марко»).
- 1924 — Федір Бурчак, український вчений-правознавець, академік, засновник Академії правових наук України, на честь якого названий Науково-дослідний інститут приватного права і підприємництва у Києві.
- 1926 — Вірджил Гріссом, американський астронавт, перша людина, яка здійснила два польоти в космос.
- 1927 — Марк Блауг, американський та англійський економіст.
- 1930 — Гельмут Коль, німецький політик, канцлер Федеративної Республіки Німеччини.
- 1941 — Григорій Гаркуша, український співак та соліст (баритон), народний артист України.
- 1944 — Роберт Геббельс, люксембурзький політик, депутат Європейського парламенту.
- 1948 — Яап де Гооп Схеффер, 11-й генеральний секретар НАТО.
- 1958 — Алек Болдвін, американський кіноактор («Ноттінг Гілл», «Перл-Гарбор», «Одружена з мафією»).
- 1958 — Франческа Вудмен, американська фотографиня.
- 1961 — Олексій Кучеренко, український політичний діяч.
- 1961 — Едді Мерфі, голлівудський кіноактор («Життя суботнього вечора», «Поліцейський із Беверлі-Гіллз», «Шрек», «Доктор Дулітл», «Знайомтесь: Дейв»).
- 1972 — Дженні Гарт, американська акторка.
- 1972 — Лола Паньяні, італійська акторка.
- 1985 — Леона Льюїс, британська поп-R&B-співачка та автор пісень.
- 1986 — Аманда Байнс, американська акторка.
- 1987 — Іван Сенай, український боксер-любитель, чемпіон Європи 2008 року у середній ваговій категорії.
- 1991 — Гейлі Кійоко, американська акторка, танцівниця, співачка та музикантка.

## Померли

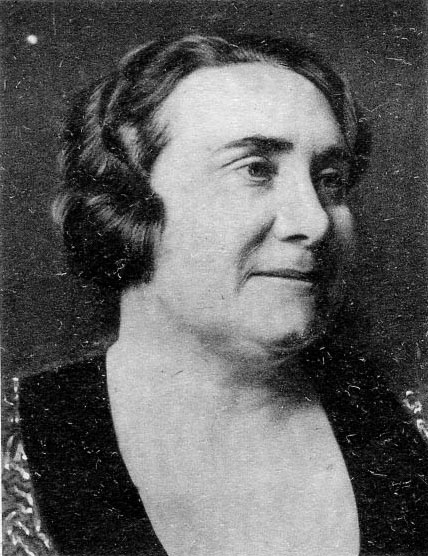
Марія Литвиненко-Вольгемут

- Марія Литвиненко-Вольгемут

Див. також Категорія:Померли 3 квітня
- 1682 — Бартоломе Естебан Мурільйо, іспанський художник доби бароко, співзасновник севільської академії малярства.
- 1747 — Франческо Солімена, італійський художник доби бароко, представник неаполітанської художньої школи.
- 1762 — Юхим Дараган, київський полковник, покінчив життя самогубством.
- 1849 — Юліуш Словацький, польський поет і драматург.
- 1850 — Петро Прокопович, український бджоляр, основоположник раціонального рамкового бджільництва.
- 1862 — Джеймс Кларк Росс, англійський полярний дослідник.
- 1868 — Франц Бервальд, шведський композитор-романтик
- 1882 — Джессі Джеймс, знаменитий американський злочинець.
- 1897 — Йоганнес Брамс, німецький композитор, піаніст, диригент.
- 1946 — Василь Альохін, радянський геоботанік.
- 1950 — Курт Вайль, німецький композитор, автор музики до «Тригрошової опери».
- 1955 — Хофер Карл, німецький художник, близький по стилю до експресіонізму.
- 1966 — Марія Литвиненко-Вольгемут, українська оперна співачка (лірико-драматичне сопрано), педагог.
- 1981 — Лео Каннер, українсько-американський психіатр, один із засновників дитячої психіатрії.
- 2011 — Станіслав Конюхов, генеральний конструктор і генеральний директор КБ «Південне» ім. М. К. Янгеля.